# Liste der Biografien/Fert
Liste der Biografien |
Portal Biografien |
Personensuche
# |
A |
B |
C |
D |
E |
F |
G |
H |
I |
J |
K |
L |
M |
N |
O |
P |
Q |
R |
S |
T |
U |
V |
W |
X |
Y |
Z |
?
 
Fa |
Fe |
Ff |
Fh |
Fi |
Fj |
Fk |
Fl |
Fm |
Fn |
Fo |
Fr |
Ft |
Fu |
Fy
 
Fea |
Feb |
Fec |
Fed |
Fee |
Fef |
Feg |
Feh |
Fei |
Fej |
Fek |
Fel |
Fem |
Fen |
Feo |
Fer |
Fes |
Fet |
Feu |
Fev |
Few |
Fey |
Fez
 
Fera |
Ferb |
Ferc |
Ferd |
Fere |
Ferf |
Ferg |
Ferh |
Feri |
Ferj |
Ferk |
Ferl |
Ferm |
Fern |
Fero |
Ferr |
Fers |
Fert |
Feru |
Ferv |
Ferw |
Fery |
Ferz
Die Liste der Biografien führt alle Personen auf, die in der deutschsprachigen Wikipedia einen Artikel haben. Dieses ist eine Teilliste mit 24 Einträgen von Personen, deren Namen mit den Buchstaben „Fert“ beginnt.

## Fert
- Fert, Albert (* 1938), französischer Physiker

### Ferte
- Ferté, Alain (* 1955), französischer Automobilrennfahrer
- Ferté, Armand (1881–1973), französischer Pianist, Dirigent und Musikpädagoge
- Ferté, Michel (1958–2023), französischer Rennfahrer

### Ferti
- Fertiault, François (1814–1915), französischer Schriftsteller
- Fertig, Christine (* 1972), deutsche Historikerin
- Fertig, Felizitas (* 1939), deutsche Richterin, Gerichtspräsidentin und Verfassungsrichterin
- Fertig, Georg (* 1962), deutscher Historiker
- Fertig, Gudrun (* 1969), deutsche Verlegerin, Journalistin und Volkswirtin
- Fertig, Ignaz (1809–1858), deutscher Lithograph
- Fertig, Leon (* 2001), deutscher Basketballspieler
- Fertik, William, US-amerikanischer Filmproduzent, Filmregisseur und Drehbuchautor
- Fertikowski, Paweł (* 1990), polnischer Tischtennisspieler
- Fertil, Pierre (1923–2015), französischer Maler und Anästhesist
- Fertita, Dean (* 1970), US-amerikanischer Rockmusiker
- Fertitta, Tilman (* 1957), US-amerikanischer UnternehmerTilman Fertitta (* 1957)

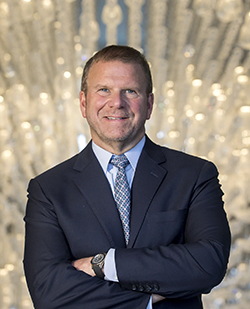
Tilman Fertitta (* 1957)

### Fertl
- Fertl, Rudolf (1928–2025), österreichischer Sozialversicherungsangestellter und Politiker (SPÖ), Abgeordneter zum Nationalrat

### Fertm
- Fertmann, Ludger (1950–2023), deutscher Journalist und Dozent
- Fertmann, Marlis, deutsche Journalistin, Radiomoderatorin und Fernsehenleiterin beim NDR

### Fertn
- Fertner, Lisa (* 1992), österreichische Schauspielerin

### Ferto
- Fertonani, Marco (* 1976), italienischer Radrennfahrer
- Fertovs, Aleksandrs (* 1987), lettischer Fußballspieler

### Ferts
- Fertsch, Georg Ludwig (1890–1948), deutscher Politiker (FDP), MdL
- Fertsch-Röver, Dieter (1924–2007), deutscher Verbandsfunktionär und Politiker (FDP), MdL